# Eséka
Eséka är en ort i Kamerun.   Den ligger i regionen Centrumregionen, i den sydvästra delen av landet, 90 km väster om huvudstaden Yaoundé. Eséka ligger 247 meter över havet och antalet invånare är 22 221.
Terrängen runt Eséka är platt åt nordväst, men åt sydost är den kuperad. Trakten runt Eséka är ganska glesbefolkad, med 32 invånare per kvadratkilometer. Det finns inga andra samhällen i närheten. I omgivningarna runt Eséka växer i huvudsak städsegrön lövskog.